# ستاماتا
ستاماتا (Σταμάτα) هي مدينة في إقليم أتيكا في اليونان.